# Lizant
Lizant é uma comuna francesa na região administrativa da Nova Aquitânia, no departamento de Vienne. Estende-se por uma área de 16,95 km². Em 2010 a comuna tinha 404 habitantes (densidade: 23,8 hab./km²).